# كينغو تاناكا
كينغو تاناكا (باليابانية: 田中 謙吾) (30 ديسمبر 1989 في كاناغاوا في اليابان – )؛ هو لاعب كرة قدم ياباني سابق كان يلعب كحارس مرمى.

## وصلات خارجية
- كينغو تاناكا على موقع رابطة كرة القدم اليابانية للمحترفين (اليابانية)
- كينغو تاناكا على موقع قاعدة بيانات كرة القدم.إي يو (الإنجليزية)
- كينغو تاناكا على موقع Soccerway.com (الإنجليزية)
- كينغو تاناكا على موقع عالم كرة القدم.نت (الإنجليزية)